# باشگاه فوتبال نورتویچ ویکتوریا
باشگاه فوتبال نورتویچ ویکتوریا (به انگلیسی: Northwich Victoria Football Club) یک باشگاه فوتبال در شهر نورتویچ، کشور انگلستان است که در سال ۱۸۷۴ میلادی تأسیس شده‌است.